# 1472 в Україні

## Особи

### Народились
- Єжи Крупський (Юрій, Георгій[1][2]; пол. Krupski Jerzy, Jędrzey[3] (1472 — 1548[4]) — руський[5] шляхтич Королівства Польського, дипломат, воєначальник, урядник, християнський релігійний діяч. Власник нерухомості й великих за обсягом земель (латифундій) у Червоній Русі, (магнат), каштелян м. Белз 1509 р., каштелян м. Львова у 1515 р., белзький воєвода в 1533 р.

### Померли
- Ян Кола Старший[6] — підкоморій і каштелян галицький, воєвода подільський.

## Пам'ятні дати та ювілеї
- 650 років з часу (822 рік):
  - входження західноукраїнських земель до держави Велика Моравія, яку заснував Моймир I.
- 500 років з часу (972 рік):
  - смерті Великого князя київського (945—1022 рр.) з династії Рюриковичів Святослава Ігоровича (Хороброго).
  - початку правління князя Київської Русі Ярополка Святославовича.
- 450 років з часу (1022 рік):
  - перемоги тмутороканського князя (990/1010—1023) Мстислава Володимировича над Редедею, ватажком абхазо-адигзькому племені касогів.
- 400 років з часу (1072 рік):
  - Прийняття «Правди Ярославичів» — збірника руських законів у Вишгороді на з'їзді трьома старшими Ярославичами — Ізяславом Ярославовичем, Святославом Ярославичем та Всеволодом Ярославовичем, що разом правили Руссю[7].
- 375 років з часу (1097 рік):
  - У м. Любечі відбувся Любецький з'їзд князів (київський Святополк Ізяславич, переяславський Володимир Мономах, смоленський Давид Ігорович, теребовлянський Василько Ростиславич), на якому прийнято постанову «кождо да держить отчину свою»[8].
- 325 років з часу (1147 рік):
  - 19 вересня — кияни у церкві Святої Софії схопили постриженого у ченці колишнього великого київського князя Ігора Ольговича (князював у серпні 1146 року) із династії Рюриковичів, роду Ольговичів та вбили його. Потім оголене тіло кинули на торговій площі міста[9].
- 250 років з часу (1222 рік):
  - з'їзд князів у Києві, що відбувся з приводу надання допомоги половцям у боротьбі з монголо-татарами.
- 225 років з часу (1247 рік):
  - укладення князем Данилом Галицьким миру з угорським королем Белою IV.
  - заснування Львова галицьким князем Данилом Романовичем. Близько 1272 року місто стало столицею Галицько-Волинського князівства, надалі також було столицею Королівства Русь, Королівства Галичини і Лодомерії, Західно-Української Народної Республіки, Української держави.
- 200 років з часу (1272 рік):
  - проголошення князем Левом Даниловичем міста Львова столицею Галицько-Волинського князівства[10].
- 150 років з часу (1322 рік):
  - захоплення литовським князем Гедиміном Києва. Він посадив у ньому намісником Міндовга Гольшанського.
- 25 років з часу (1447 рік):
  - 2 травня — видання у Вільні Привілея 1447 року (привілея Казимира IV Ягеллончика) — законодавчого акту (загальноземський привілей) у Великому князівстві Литовському, який значно розширив права і привілеї шляхти, а також поклав початок юридичного оформлення залежності селян від феодалів[11]

### Видатних особистостей

#### Народження
- 450 років з часу (1022 рік):
  - народження Єлизавети Ярославни — найстаршої доньки Ярослава Мудрого, видана 1045 року за норвезького конунга Гаральда Суворого; пом. 1066).
- 425 років з часу (1047 рік):
  - народження Вишеслава — української княжни, з 1067 року дружини польського князя, пізніше короля Болеслава II Сміливого.
- 375 років з часу (1097 рік):
  - народження Ізяслава Мстиславича — Великого князя київського (1146—1149, 1151—1154 рр.), князя волинського (1135—1142, 1146—1151 рр.), переяславського (1132—1133, 1142—1146 рр.), полоцького (1130—1132 рр.), курського (1127—1130 рр.) з династії Рюриковичів; старшого сина Мстислава Великого, онука Володимира Мономаха, родоначальника волинської династії Ізяславичів, прадіда Данила Галицького; (пом. 13 листопада 1154).
- 300 років з часу (1172 рік):
  - 5 квітня — народження Ростислава Рюриковича (у хрещенні Михайла) — Великий князь Київський у 1204—1205 роках, син Рюрика Ростиславича; (пом. 1218)[12].
- 75 років з часу (1397 рік):
  - народження Хаджи I (Хаджи Ґерая) — засновника незалежної Кримської держави і династії Ґераїв; першого хана Криму в 1441—1466 роках; (пом. 1466).
  - народження Кімбурги Мазовецької (Цимбарки Мазовецької) — польсько-литовсько-української княжни з династії П'ястів та Романовичів, була правителькою Австрійського князівства з 1412 до 1424 р., як дружина правителя Австрії Ернста Залізного з династії Габсбурґів. Була нащадком королів Русі Данила Романовича та Юрія І; (пом. 28 вересня 1429)

#### Смерті
- 600 років з часу (872 рік):
  - убивства болгарами сина Аскольд[13].
- 500 років з часу (972 рік):
  - смерті Святослава Ігоровича (Хороброго) — Великого князя київського (945—1022 рр.) з династії Рюриковичів; син княгині Ольги та князя Ігора Старого, батько Володимира Великого, дід Ярослава Мудрого. (нар.. 930 р.).
- 375 років з часу (1097 рік):
  - смерті Євстратія Постника — давньоруського святого, ченця Печерського монастиря. Преподобномученика.
- 350 років з часу (1122 рік):
  - 9 вересня — Даниїла (Данила) Паломника — руського православного монаха. Ігумена, клірика Чернігівської землі[14].
- 325 років з часу (1147 рік):
  - 19 вересня — смерті колишнього великого київського князя Ігора Ольговича.
- 300 років з часу (1172 рік):
  - смерті Євпраксії Мстиславівни (Зої, Добродії) — доньки київського великого князя Мстислава Володимировича, онуки Володимира Мономаха; (нар. 1108), дружини візантійського співімператора Олексія Комніна (Alexios Komnenos)[15].
- 75 років з часу (1397 рік):
  - 11 січня — смерті Скиргайла Ольгердовича — князя Троцького (1382—1395), Полоцького (1387—1397), Великого князя Київського (1395—1397). Великого князя Литовського (1386—1392); (нар. бл. 1354).
- 50 років з часу (1422 рік):
  - смерті Миколая Тромби — релігійного, державно-політичного діяча, галицького архієпископа РКЦ. Першого примаса Польщі; (нар. бл. 1358).